# Herb gminy Osięciny

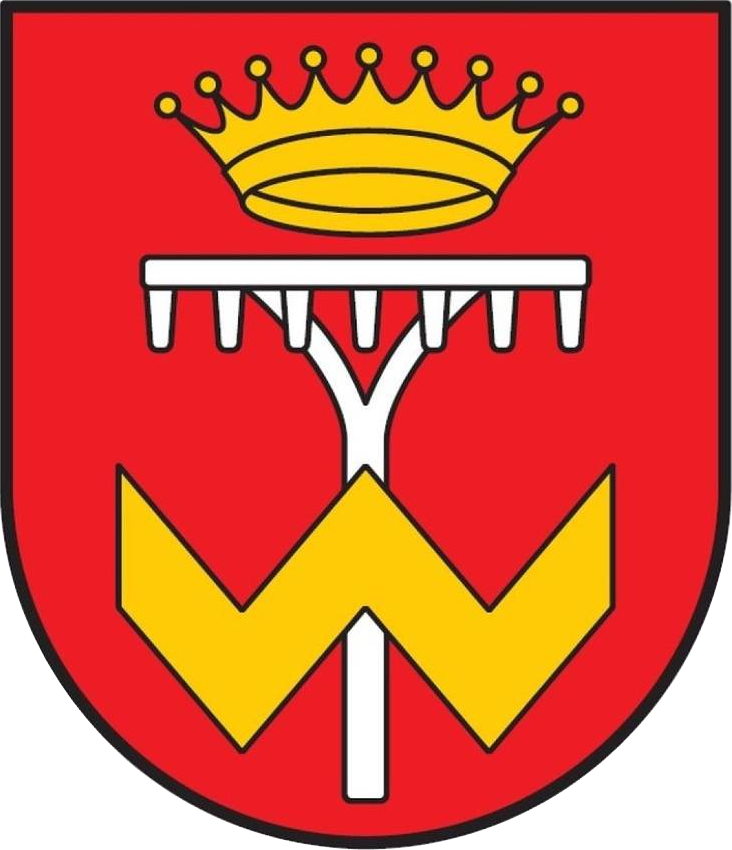
Herb gminy Osięciny

Herb gminy Osięciny przedstawia w czerwonym polu herbowym pod koroną hrabiowską złotą, grabie srebrne i łękawicę złotą.

## Historia
Herb Osięcin, które w owym czasie posiadały prawa miejskie, zaprojektowano w 1847 roku na potrzeby Albumu Heroldii Królestwa Polskiego. 
Jego aktualne opracowanie stworzyli Lech Tadeusz Karczewski i Krzysztof Mikulski. Dawny herb miasta Osięciny został ustanowiony przez Radę Gminy 12 czerwca 2017 r. jako herb gminy Osięciny